# 韩日缵墓
韩日缵墓，位于中国广东省惠州市[博罗县]罗阳镇上塘坪岭顶，为博罗县的一个县级文物保护单位，类型为古墓葬，公布时间为1985年。
韩日缵墓的历史年代为明代。